# Rhyacophila diakoftensis
Rhyacophila diakoftensis là một loài Trichoptera trong họ Rhyacophilidae. Chúng phân bố ở miền Cổ bắc.